# Configurations de second tour
Les configurations de second tour font référence au nombre de candidats (listes ou binômes, selon le mode de scrutin) présents au cours du tour de ballottage. Celles-ci peuvent être très variées, allant du simple duel à des scénarios plus complexes impliquant le maintien de plusieurs concurrents, tels que les triangulaires (trois candidats) ou les quadrangulaires (quatre candidats).
La présence de ces différentes configurations est en partie le fait du mode de scrutin de l'élection, mais aussi de l'influence de divers facteurs, tantôt liée à l'action du corps électoral, tantôt à celle des candidats qualifiés. Ainsi, l'étude du nombre de candidats participant au second tour peut en dire beaucoup sur une situation politique.

## Les différents types

### Tableau récapitulatif des différentes configurations de second tour
Les types de configurations de second tour sont multiples ; les voici récapitulés dans ce tableau.
| Nombre de candidats au 2d tour | Nom de la configuration                      | Impossible lors d'une élection française...  |
| ------------------------------ | -------------------------------------------- | -------------------------------------------- |
| 1                              | candidature unique au 2d tour (uniangulaire) | aucune                                       |
| 2                              | duel                                         | aucune                                       |
| 3                              | triangulaire,                                | présidentielle                               |
| 4                              | quadrangulaire,                              | présidentielle                               |
| 5                              | quinquangulaire,                             | présidentielle                               |
| 6                              | sexangulaire                                 | présidentielle                               |
| 7                              | septangulaire                                | présidentielle                               |
| 8                              | octangulaire                                 | présidentielle                               |
| 9                              | novangulaire                                 | présidentielle, législative, départementale, |
| 10                             | décangulaire                                 | présidentielle, législative, départementale  |
| 11                             | undécangulaire                               | toutes sauf territoriales en Corse,          |
| 12                             | duodécangulaire                              | toutes sauf territoriales en Corse           |
| 13                             | trédécangulaire                              | toutes sauf territoriales en Corse           |
| 14                             | quattuordécangulaire                         | toutes sauf territoriales en Corse           |
| 15                             | quindécangulaire                             | toutes                                       |
| 16                             | sédécangulaire                               | toutes                                       |
| 17                             | septendécangulaire                           | toutes                                       |
| 18                             | octodécangulaire ou duodévigintangulaire     | toutes                                       |
| 19                             | novemdécangulaire ou undévigintangulaire     | toutes                                       |
| 20                             | vigintangulaire                              | toutes                                       |

Il convient de préciser que l'impossibilité ne porte que sur les élections françaises au scrutin à deux tours, des élections telles que les  élections européennes n'incluent pas de second tour donc elles ne sont pas prises en compte.

### Construction des noms de ces configurations
Il convient d'apporter quelques précisions concernant la formation des noms de ces configurations, car tous les termes présentés dans le tableau ne sont pas encore entrés dans le dictionnaire, il est alors nécessaire de faire appel à des néologismes.
L'ensemble des noms de configurations à plus de trois candidats se forme selon le principe suivant : 
Préfixe latin cardinal + suffixe «-angulaire». 
Les termes «triangulaire» et «quadrangulaire» sont entrés dans le langage courant pour désigner un vote opposant respectivement trois et quatre candidats, il convient ainsi de poursuivre la même construction, à savoir l'emploi d'un préfixe latin cardinal comme «tri-» et «quadri-» suivi du suffixe «-angulaire» qui vient du latin «angularis». À titre d'exemple, le terme de «quinquangulaire» est employé pour désigner une configuration dans laquelle cinq candidats s'affrontent au second tour, le préfixe latin associé étant «quinque-». Pourtant, le mot «pentagulaire» a été suggéré par plusieurs médias à la place de «quinquangulaire». Cependant, «penta-» est un préfixe grec, ce qui donne en fin de compte un mot mi-grec, mi-latin, soit un mot monstrueux ou hybride selon l'Académie française : en définitive, il convient d'adopter une structure 100% latine.
Il convient de préciser que l'élision de la voyelle finale des préfixes latins cardinaux devant la voyelle initiale du suffixe «-angulaire» est systématique pour assurer une prononciation fluide devant une voyelle, à l'exception de «uni-», «du-» et «tri-» qui forment respectivement «uniangulaire», «duel» et «triangulaire». C'est pourquoi par exemple, le terme de «septangulaire» est privilégié, bien que le préfixe utilisé soit «septi-», ce mot étant également employé pour dénommer l'ériocaulon septangulaire, une espèce de plante à fleurs.
Aussi, il existe parfois plusieurs préfixes latins cardinaux pour un même chiffre, par exemple «septem-» et «septi-» pour sept. En ce cas, le préfixe le plus court donc le mot le plus simple à prononcer est en règle général privilégié, car on ne dirait guère «septemangulaire» mais bien «septangulaire», mot largement popularisé dans le contexte précédemment décrit.
Dans le cas d'un éventuel maintien de 18 ou 19 candidats lors d'un second tour d'une élection, deux termes pourraient alors être employés : octodécangulaire ou duodévigintangulaire (18) et novemdécangulaire ou undévigintangulaire (19). Effectivement, les préfixes latins cardinaux «octodec-» et «duodeviginti-» sont tous deux valables pour 18, tout comme «novemdec-» et «undeviginti-» sont tous deux valables pour 19.
Le terme «uniangulaire» est parfois employé pour désigner quelque chose qui à un seul angle, mais jamais ce terme n'a été employé dans le cadre d'une élection, la description plus précise de candidature unique au second tour est privilégiée.

### Configurations possibles et existantes
En France, il n'est pas possible à ce jour de trouver une configuration dans laquelle plus de 14 candidats/listes sont maintenus au second tour. Effectivement, les élections comportant le plus bas seuil de maintien qualifient pour le tour de ballottage tous ceux qui sont parvenus à recueillir au moins 7 % des votes, il s'agit des élections territoriales en Corse. En conséquence, la quattuordécangulaire est la plus haute configuration de second tour atteignable.
Dans une élection à deux tours, il peut également arriver qu'un candidat remporte la victoire dès le premier tour, dans le cas où il parvient à réunir la majorité requise. Dans ce cas, le tour de ballottage n'a pas lieu,,,,. Il convient de préciser que cette situation est différente de celle où un unique candidat se maintient au second tour, les autres concurrents s'étant désistés.
Au cours d'une élection, toutes les configurations ne sont pas possibles du fait du mode de scrutin. Aussi, certaines situations sont favorisées, ou à l'inverse sont plus rares, selon l'action de plusieurs phénomènes décrits plus loin dans l'article.

## Selon le mode de scrutin
En France, les modalités de qualification au second tour varient selon le type de scrutin, ce qui influe directement sur les configurations électorales possibles. Selon les élections, ces règles peuvent favoriser, limiter ou exclure certaines configurations de second tour.

### Aux élections législatives françaises
Lors des élections législatives, un second tour est organisé lorsqu’aucun candidat n’a obtenu, au premier tour, la majorité absolue des suffrages exprimés ainsi que le soutien d’au moins un quart des électeurs inscrits. Peuvent alors se présenter au second tour les deux candidats arrivés en tête, ainsi que tous ceux ayant recueilli un minimum de 12,5 % des électeurs inscrits,.
Ce mode de scrutin permet des configurations de second tour variées. On parle, par exemple, de triangulaire lorsque trois candidats sont en lice, ou de quadrangulaire lorsque quatre candidats se maintiennent. Le seuil de 12,5 % des inscrits rend également théoriquement possible l’émergence de configurations plus rares, telles que la quinquangulaire (cinq candidats), la sexangulaire (six candidats) ou la septangulaire (sept candidats), cette dernière ne s’étant toutefois jamais produite sous la Cinquième République. Une octangulaire ne pourrait survenir que dans le cas exceptionnel d’une participation totale (100 % des inscrits) et d’une répartition parfaitement égale des suffrages entre huit candidats, chacun obtenant précisément 12,5 % des voix.
Il convient également de noter qu’un second tour peut n’opposer qu’un seul candidat, si tous les autres qualifiés décident de se retirer.

### Aux élections municipales françaises

#### Cas du scrutin de liste à deux tours
Lors des élections municipales, dans les communes soumises au scrutin de liste à deux tours, un second tour est organisé si aucune liste n’a obtenu la majorité absolue des suffrages exprimés au premier tour. Sont alors qualifiées pour ce second tour les listes ayant recueilli au moins 10 % des suffrages. Celles ayant obtenu plus de 5 % peuvent, quant à elles, fusionner avec une liste qualifiée, comme c’est également le cas lors des élections départementales.
Les configurations du second tour peuvent ainsi varier considérablement : d’une situation où une seule liste se maintient (les autres s’étant désistées ou ayant fusionné), jusqu’au cas exceptionnel où dix listes restent en lice — un scénario appelé «décangulaire», comme évoqué précédemment.

#### Cas du scrutin majoritaire plurinominal à deux tours (jusqu'en 2020)
Ce mode de scrutin a été durablement appliqué, tout au long de la Ve République, lors des élections municipales. Plus précisément, au cours des élections municipales de 2008, il est de vigueur pour les communes de moins de 3 500 habitants. Il est ensuite restreint aux localités de moins de 1 000 habitants entre 2014 et 2020. Enfin, à partir de 2026, plus aucune commune n'utilise ce système en France.
Dans les communes ayant adopté ce mode de scrutin, tous les candidats n’ayant pas recueilli la majorité absolue des suffrages exprimés ainsi qu’au moins un quart des électeurs inscrits au premier tour se sont retrouvés en ballottage. Toutefois, l’utilisation des termes tels que « duel », « triangulaire » ou « quadrangulaire » s’avérait inappropriée, dans la mesure où les candidats qualifiés pour le second tour pouvaient être regroupés sur une même liste.

### Aux élections départementales françaises
Lors des élections départementales, un second tour est organisé dans les cantons où aucun binôme de candidats n’a obtenu, au premier tour, la majorité absolue des suffrages exprimés ainsi que le soutien d’au moins un quart des électeurs inscrits. Sont alors autorisés à se présenter au second tour les deux binômes arrivés en tête, ainsi que ceux ayant recueilli au moins un huitième des électeurs inscrits.
Ce mode de scrutin peut ainsi donner lieu à une grande diversité de configurations au second tour, allant de la candidature unique (en cas de désistement des autres binômes) jusqu’à des situations exceptionnelles telles que l’octangulaire, où huit binômes se maintiennent. Le seuil requis pour accéder au second tour étant identique à celui en vigueur pour les élections législatives, la variété des scénarios possibles s’en trouve comparable.

#### Cas des élections cantonales (jusqu'en 2011)
Jusqu'en 2011, les élections cantonales se déroulent au scrutin uninominal majoritaire à deux tours et non au scrutin binominal majoritaire à deux tours, de vigueur actuellement. Les électeurs élisaient alors des conseillers généraux pour un mandat de six ans, le conseil général étant renouvelé par moitié tous les trois ans. Il convient d'ajouter que jusqu'en 2008, les candidats autorisés à se maintenir au second tour étaient les deux premiers ainsi que tous ceux qui avaient recueilli au moins 10 % des suffrages des électeurs inscrits. Ce n'est qu'à partir des élections cantonales de 2011 que ce seuil est élevé à 12,5 % des inscrits.

### Aux élections régionales françaises
Lors des élections régionales, un second tour est organisé lorsqu’aucune liste de candidats n’a obtenu la majorité absolue des suffrages exprimés au premier tour. Pour être autorisées à se maintenir, les listes doivent avoir recueilli au moins 10 % des suffrages exprimés. Celles ayant obtenu au moins 5 % des voix peuvent, quant à elles, fusionner avec une liste qualifiée pour le second tour.
Ce dispositif permet une grande diversité de configurations pour le second tour. En raison du seuil de qualification fixé à 10 % des suffrages exprimés, jusqu’à dix listes peuvent, en théorie, se maintenir, contre un maximum de huit candidats pour les élections législatives. Ainsi, dans des situations exceptionnelles, le second tour peut prendre la forme d’une novangulaire (neuf listes) ou d’une décangulaire (dix listes). À l’inverse, un second tour avec une seule liste peut également survenir, notamment en cas de désistements ou de fusions entre listes.

### À l'élection présidentielle française
Lors de l’élection présidentielle, un second tour est organisé si aucun candidat n’obtient la majorité absolue des suffrages exprimés au premier tour. Dans ce cas, seuls les deux candidats arrivés en tête sont autorisés à se présenter au second tour.
Ce mode de scrutin implique que l’élection présidentielle ne peut donner lieu qu’à une seule configuration pour le second tour : le duel entre les deux candidats ayant recueilli le plus grand nombre de suffrages au premier tour.

### À l'étranger
Bien que le scrutin majoritaire à deux tours soit utilisé dans de nombreux pays à travers le monde, la France se distingue par la possibilité offerte, dans certaines élections, de voir se former des configurations de second tour comprenant plus de deux candidats, notamment des triangulaires. Cette particularité contraste avec la pratique en vigueur dans la plupart des autres États ayant adopté ce mode de scrutin, où seul le duel entre les deux candidats arrivés en tête est admis au second tour,,. 

## Occurrences dans les différentes élections

### Aux élections législatives françaises

#### Configurations de ballottage de 1958 à 1997
Ce tableau récapitule les différentes configurations de ballottage lors des élections législatives de 1958 à 1997 en France Métropolitaine (circonscriptions d'outre-mer et d'Algérie française exclues), :
|                  | Ballottage                           | Ballottage                           | Ballottage                           | Ballottage                           | Ballottage                           | Ballottage                           | Élu dès le premier tour              |
| Un seul candidat | Duel                                 | Triangulaire                         | Quadrangulaire                       | Quinquangulaire                      | Sexangulaire                         |                                      | Élu dès le premier tour              |
| ---------------- | ------------------------------------ | ------------------------------------ | ------------------------------------ | ------------------------------------ | ------------------------------------ | ------------------------------------ | ------------------------------------ |
| 1958             |                                      | 84                                   | 235                                  | 97                                   | 9                                    | 1                                    | 39                                   |
| 1962             | 1                                    | 227                                  | 129                                  | 12                                   |                                      |                                      | 96                                   |
| 1967             |                                      | 331                                  | 65                                   | 2                                    |                                      |                                      | 72                                   |
| 1968             | 1                                    | 266                                  | 49                                   |                                      |                                      |                                      | 154                                  |
| 1973             | 1                                    | 326                                  | 96                                   | 1                                    |                                      |                                      | 49                                   |
| 1978             | 8                                    | 409                                  | 1                                    |                                      |                                      |                                      | 56                                   |
| 1981             | 10                                   | 309                                  | 1                                    |                                      |                                      |                                      | 154                                  |
| 1986             | Scrutin proportionnel à un seul tour | Scrutin proportionnel à un seul tour | Scrutin proportionnel à un seul tour | Scrutin proportionnel à un seul tour | Scrutin proportionnel à un seul tour | Scrutin proportionnel à un seul tour | Scrutin proportionnel à un seul tour |
| 1988             | 19                                   | 413                                  | 8                                    |                                      |                                      |                                      | 115                                  |
| 1993             | 16                                   | 452                                  | 15                                   |                                      |                                      |                                      | 72                                   |
| 1997             | 12                                   | 457                                  | 79                                   |                                      |                                      |                                      | 7                                    |

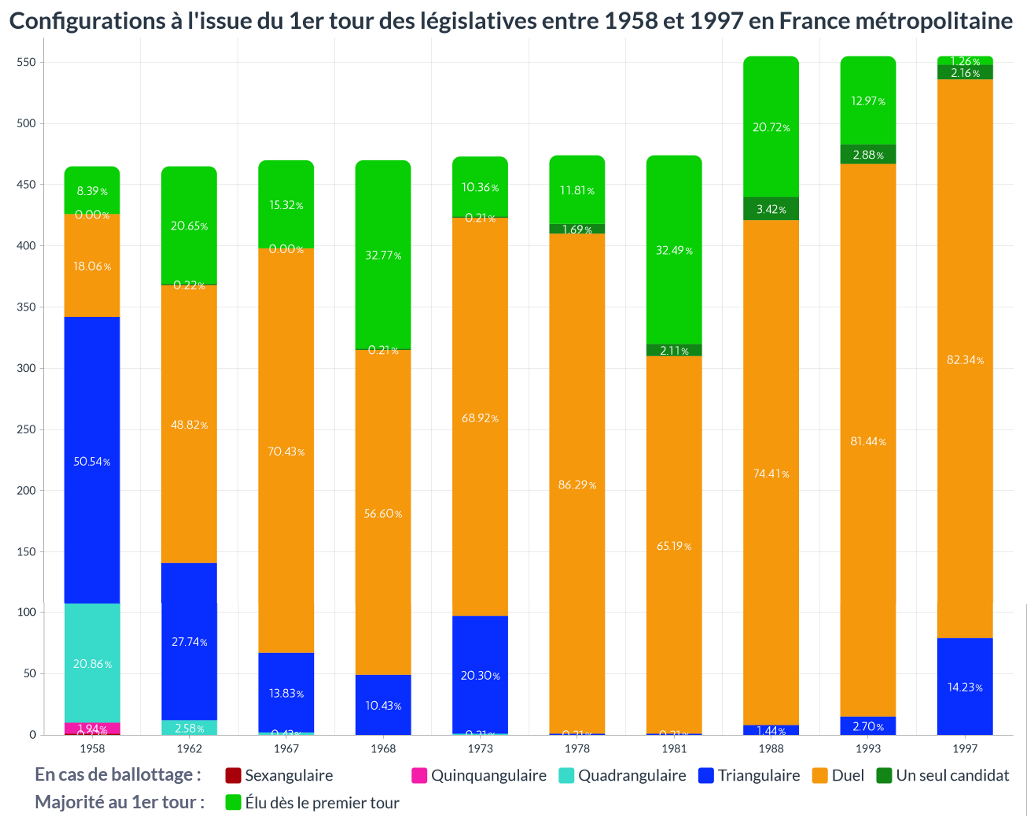
Configurations à l'issue du premier tour des législatives entre 1958 et 1997 en France métropolitaine.

Dans les cases où aucun chiffre ne figure, le nombre d’occurrence est nul.
Il convient d'apporter quelques précisions :
- Le nombre de sièges à l’Assemblée Nationale a beaucoup varié sur cette période, car il y a eu de nombreux redécoupages des circonscriptions législatives au début de la Ve République.

- Lors des élections législatives de 1958, il y eut neuf quinquangulaires et une sexangulaire, mais le seuil était fixé à 5 % des inscrits.
- Après la loi no 66-1022 du 29 décembre 1966 : le seuil minimal d'inscrits nécessaire pour se qualifier passe à 10 %.
- Après la loi no 76-665 du 19 juillet 1976 : le seuil minimal d'inscrits nécessaire pour se qualifier passe à 12,5 % : c'est encore le cas aujourd'hui.
- Les élections législatives de 1986 se sont déroulées au scrutin proportionnel à un seul tour, ce qui explique l'impossibilité de ballottage (ces élections ne figurent pas sur le diagramme).

#### Configurations de ballottage de 2002 à 2024
Ce tableau récapitule les différentes configurations de ballottage lors des élections législatives de 2002 à 2024 dans les 577 circonscriptions de France (circonscriptions d'outre-mer et des français établis à l'étranger prises en compte) :
|                  | Ballottage | Ballottage   | Ballottage     | Ballottage | Élu dès le premier tour |
| Un seul candidat | Duel       | Triangulaire | Quadrangulaire |            | Élu dès le premier tour |
| ---------------- | ---------- | ------------ | -------------- | ---------- | ----------------------- |
| 2002             | 3          | 506          | 10             |            | 58                      |
| 2007             | 2          | 464          | 1              |            | 110                     |
| 2012             | 15         | 492          | 34             |            | 36                      |
| 2017             | 1          | 571          | 1              |            | 4                       |
| 2022             | 3          | 562          | 7              |            | 5                       |
| 2024             | 1          | 409          | 89             | 2          | 76                      |

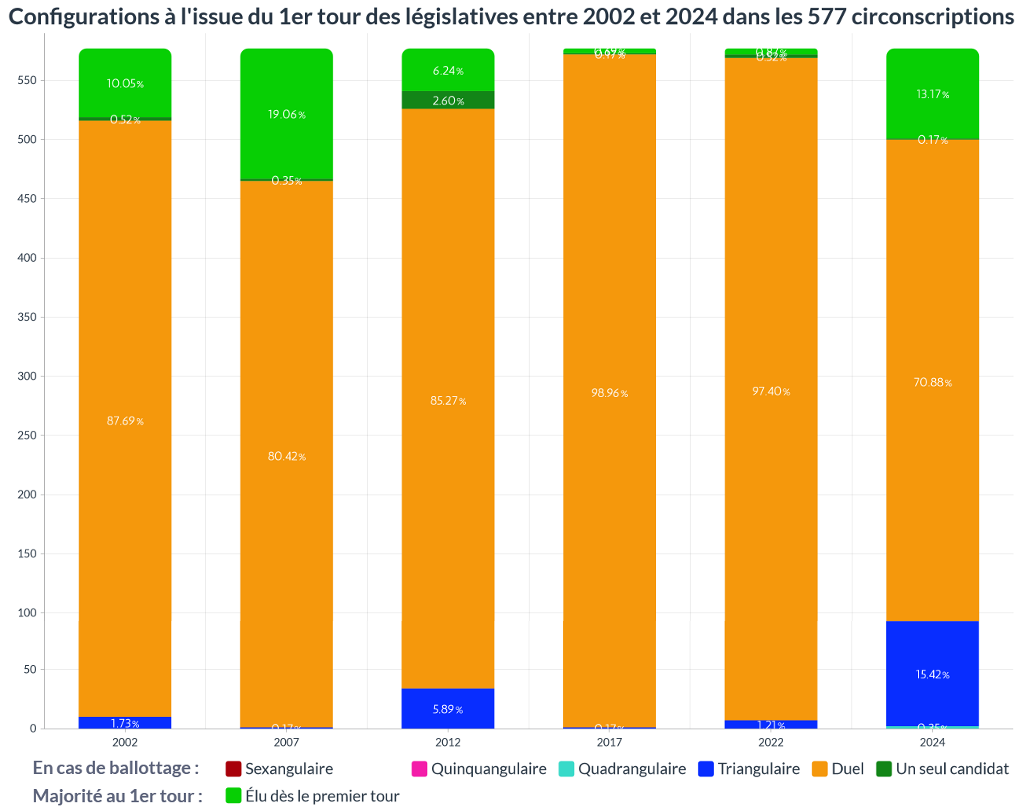
Configurations à l'issue du premier tour des législatives entre 2002 et 2024 dans les 577 circonscriptions de France.

Dans les cases où aucun chiffre ne figure, le nombre d’occurrence est nul.
Il convient d'apporter quelques précisions :
- Lors des élections législatives de 2024, il y eut 306 triangulaires avant désistements. La logique du Front républicain a conduit à de nombreux désistements, d'où une chute drastique du nombre de triangulaires[37].
- Lors des élections législatives de 2024, il y eut 5 quadrangulaires avant désistements. Les retraits de candidats dans 3 de ces circonscriptions ont mené à deux triangulaires, et un duel[37].

#### Nombre de triangulaires

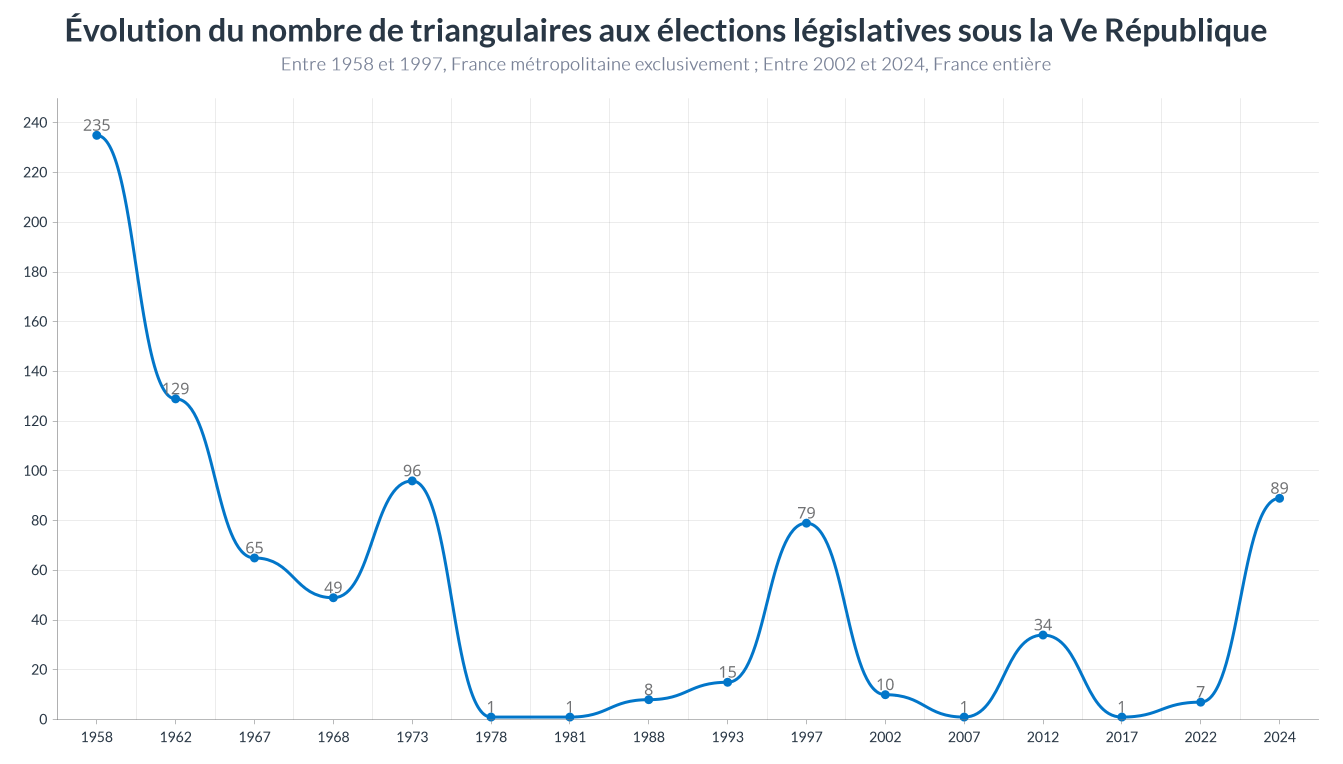
Évolution du nombre de triangulaires aux élections législatives sous la.

Plus spécifiquement, est répertorié ci-dessous le nombre de triangulaires pour chaque élection législative sous la Ve République :
- 2024 : 89 (306 avant désistements)[36]
- 2022 : 7 (8 avant désistement)[38]
- 2017 :1[39]
- 2012 : 34 (46 avant désistements)[40]
- 2007 : 1 (12 avant désistements)[41]
- 2002 : 10[42]
- 1997 : 79 (105 avant désistements)[43],[44]
- 1993 : 15
- 1988 : 8
- 1986 : scrutin proportionnel à un seul tour (pas de triangulaire possible).
- 1981 : 1
- 1978 : 1
- 1973 : 96
- 1968 : 49
- 1967 : 65
- 1962 : 129
- 1958 : 235

### Aux élections municipales françaises

#### Configurations de ballottage de 2008 à 2020
Ce tableau récapitule les différentes configurations de ballottage lors des élections municipales de 2008 à 2020 dans les communes françaises de métropoles et d'Outre-mer ayant recours au scrutin de liste :
|                  | Ballottage | Ballottage   | Ballottage     | Ballottage      | Ballottage   | Ballottage | Élu dès le premier tour |
| Un seul candidat | Duel       | Triangulaire | Quadrangulaire | Quinquangulaire | Sexangulaire |            | Élu dès le premier tour |
| ---------------- | ---------- | ------------ | -------------- | --------------- | ------------ | ---------- | ----------------------- |
| 2008             | 2          | 417          | 452            | 102             | 5            |            | 1899                    |
| 2014             |            | 567          | 988            | 207             | 16           | 1          | 8063                    |
| 2020             | 3          | 473          | 785            | 156             | 12           |            | 8560                    |

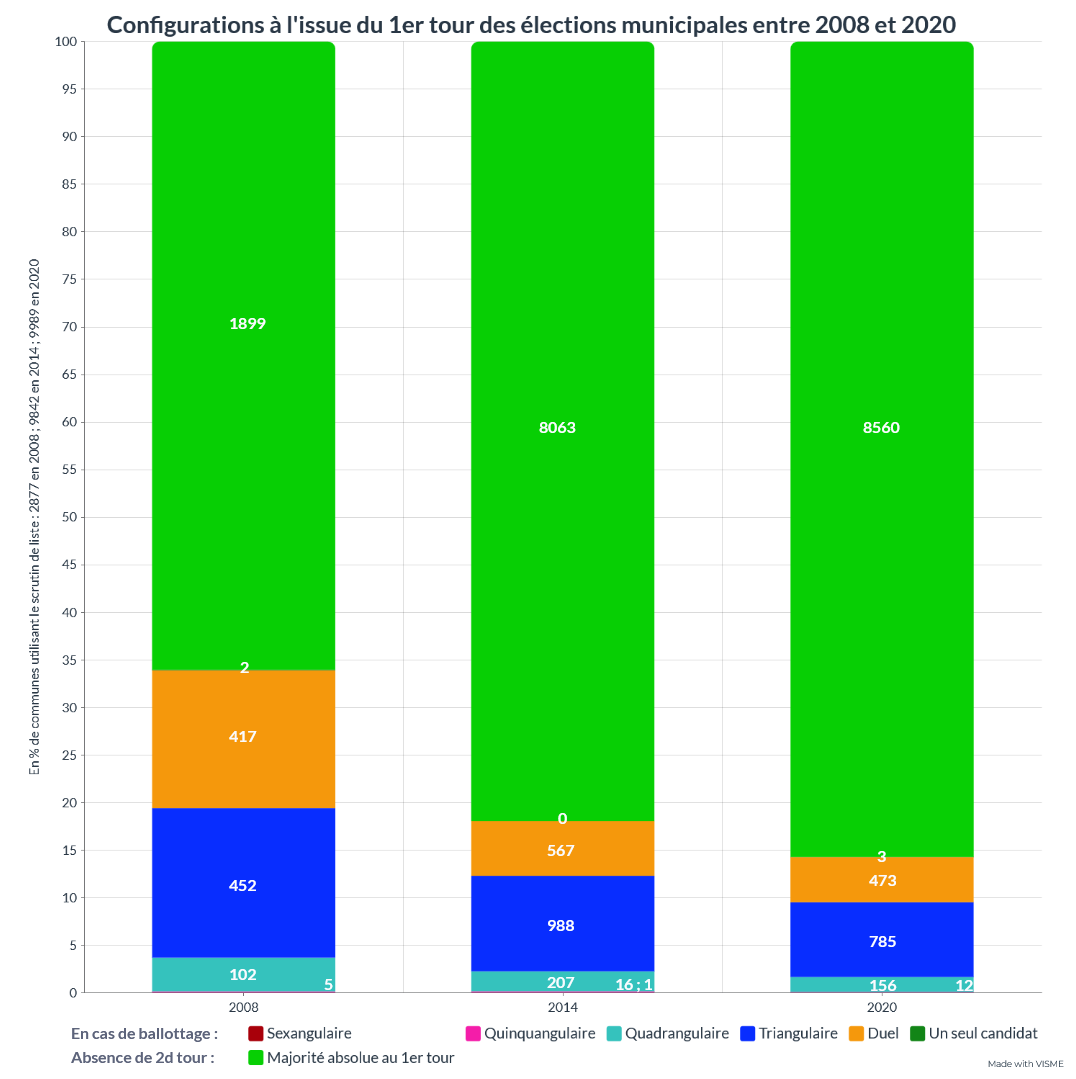
Configurations à l'issue du 1er tour des élections municipales entre 2008 et 2020

Dans les cases où aucun chiffre ne figure, le nombre d’occurrence est nul.
Il convient d'apporter quelques précisions :
- Le nombre de communes concernées par le scrutin de liste est de : 2877 en 2008 ; 9842 en 2014 et 9989 en 2020.
- Lors des élections municipales de 2008, seules les communes de plus de 3 500 habitants ont recours au scrutin de liste[25]. Ce mode de scrutin est ensuite étendue aux communes de plus de 1 000 habitants entre 2014 et 2020[26]. Enfin, à partir de 2026, toutes les communes de France utilisent ce système[27].
- Lors des élections municipales de 2014, la sexangulaire s'est déroulée à Taiarapu-Est Faaone (Tahiti). Six candidats sur sept sont parvenus à franchir le seuil minimal de maintien, d'où cette configuration électorale exceptionnelle[50].

### Aux élections cantonales & départementales françaises

#### Configurations de ballottage de 1992 à 2021
Ce tableau récapitule les différentes configurations de ballottage lors des élections cantonales de 1992 à 2011 puis lors des élections départementales de 2015 à 2021 dans tous les cantons français :
|                  | Ballottage | Ballottage   | Ballottage     | Ballottage      | Ballottage | Élu dès le premier tour |
| Un seul candidat | Duel       | Triangulaire | Quadrangulaire | Quinquangulaire |            | Élu dès le premier tour |
| ---------------- | ---------- | ------------ | -------------- | --------------- | ---------- | ----------------------- |
| 1992             | 34         | 1050         | 306            | 35              |            | 599                     |
| 1994             | 30         | 1195         | 137            | 6               | 1          | 630                     |
| 1998             | 35         | 1150         | 315            | 13              |            | 525                     |
| 2001             | 58         | 1115         | 122            | 7               |            | 709                     |
| 2004             | 34         | 1139         | 330            | 13              |            | 518                     |
| 2008             | 39         | 893          | 134            | 8               |            | 946                     |
| 2011             | 34         | 1506         | 26             |                 |            | 460                     |
| 2015             | 13         | 1614         | 278            |                 |            | 149                     |
| 2021             | 24         | 1879         | 2              |                 |            | 123                     |

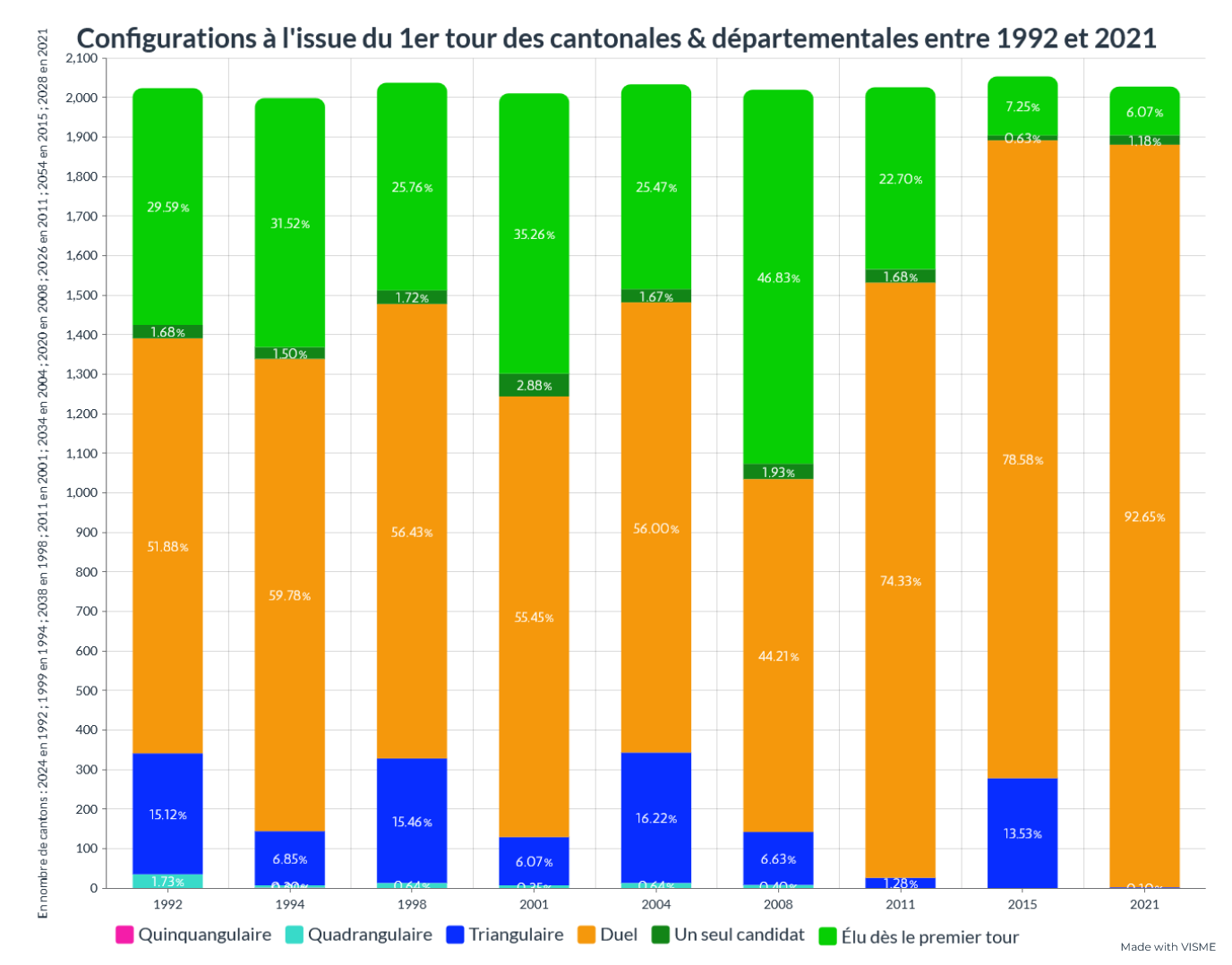
Configurations à l'issue du 1er tour des élections cantonales & départementales entre 1992 et 2021

Dans les cases où aucun chiffre ne figure, le nombre d’occurrence est nul.
Il convient d'apporter quelques précisions :
- Le nombre de cantons concernés est de : 2024 en 1992 ; 1999 en 1994 ; 2038 en 1998 ; 2011 en 2001 ; 2034 en 2004 ; 2020 en 2008 ; 2026 en 2011 ; 2054 en 2015 et 2028 en 2021.
- À partir des élections cantonales de 2011, le seuil minimal requis pour se qualifier au second tour passe de 10 % à 12,5 % des électeurs inscrits[30].
- Depuis 2015, les élections cantonales sont remplacées par les élections départementales, et le mode de scrutin évolue, passant d’un scrutin uninominal majoritaire à deux tours à un scrutin binominal majoritaire à deux tours[29].
- Lors des élections cantonales de 1994, une quinquangulaire se déroule dans le canton de Molières, situé dans le Tarn-et-Garonne[52].

### Aux élections régionales françaises

#### Configurations de ballottage de 2004 à 2021
Depuis 2004, il est possible de répertorier les différentes configurations de ballottage aux régionales. En effet, avant cette année-ci, ces élections se déroulaient au scrutin proportionnel à un seul tour.
Ce tableau récapitule les différentes configurations de ballottage lors des élections régionales de 2004 à 2021 en France :
|      | Ballottage   | Ballottage     | Ballottage      | Ballottage    | Ballottage | Élu dès le premier tour |
| Duel | Triangulaire | Quadrangulaire | Quinquangulaire | Septangulaire |            | Élu dès le premier tour |
| ---- | ------------ | -------------- | --------------- | ------------- | ---------- | ----------------------- |
| 2004 | 5            | 20             |                 |               | 1          |                         |
| 2010 | 7            | 17             | 1               |               |            | 1                       |
| 2015 | 6            | 10             | 1               |               |            |                         |
| 2021 | 4            | 3              | 8               | 2             |            |                         |

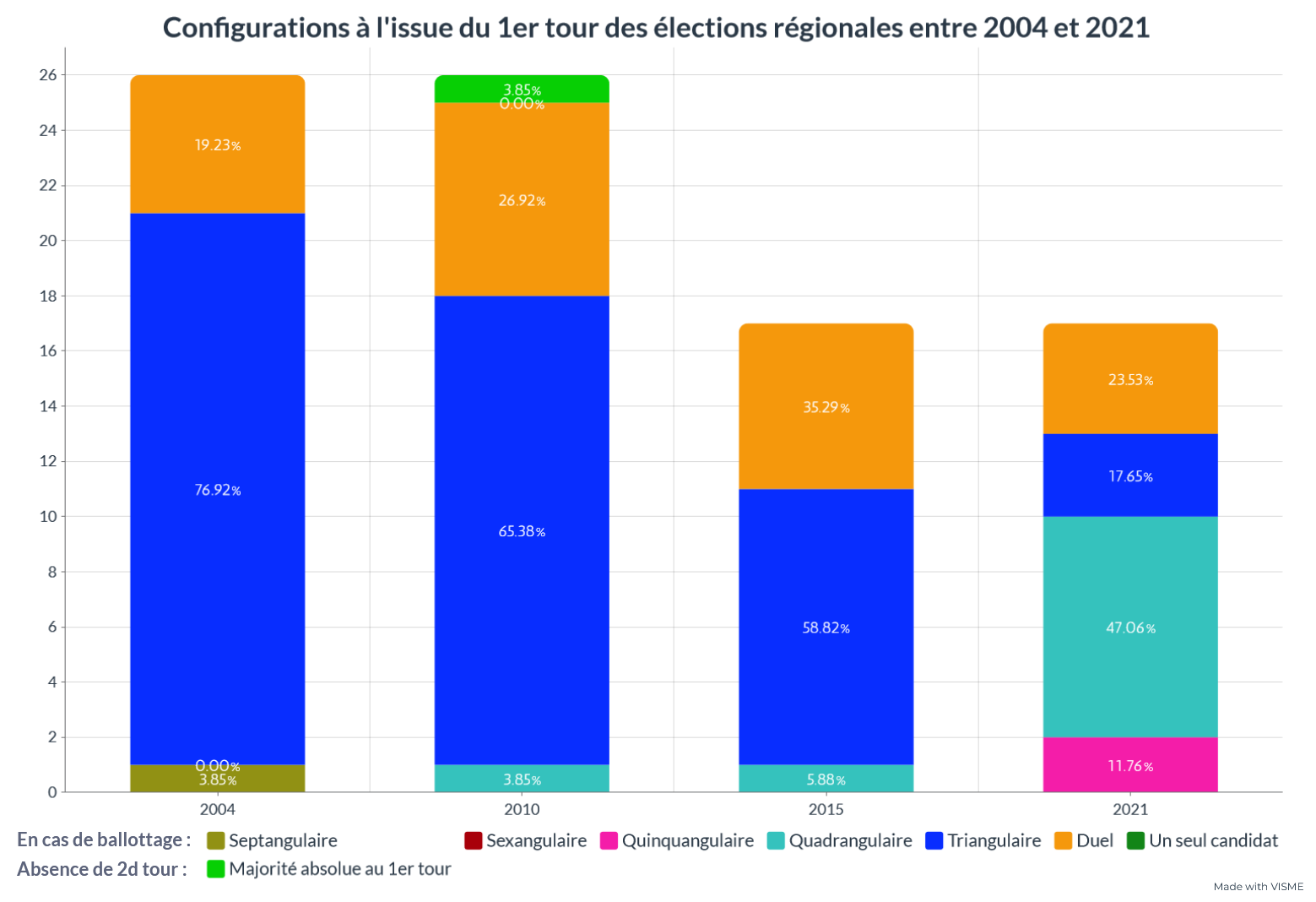
Configurations de ballottage à l'issue du premier tour des régionales de 2004 à 2021.

Dans les cases où aucun chiffre ne figure, le nombre d’occurrence est nul.
Il convient d'apporter quelques précisions :
- En Corse, le seuil de maintien pour accéder au second tour est fixé à 5 % des exprimés en 2004. Il passe ensuite à 7 % à partir des élections de 2010. Ce seuil étant inférieur à celui qui est décidé pour les autres régions (10 %), cela explique pourquoi les candidats peuvent être nombreux au second tour dans cette collectivité territoriale. Plus particulièrement, on comprend mieux le cas exceptionnel de la septangulaire en 2004[14].
- Le nombre de régions participant aux élections de 2004 et de 2010 est de 26 (dont 4 en outre-mer). Après le redécoupage des régions en 2015, il n'y a plus que 17 régions qui participent à l’élection (dont 4 en outre-mer)[64],[65].

### À l'élection présidentielle française
Depuis que le président de la République est élu au suffrage universel direct (à partir de la révision constitutionnelle de 1962), il y a toujours eu un tour de ballottage entre les deux candidats ayant recueilli le plus de voix, étant donné qu'aucun n'a remporté plus de la moitié des votes au premier tour.

## Facteurs d'influence
Le nombre de candidats accédant au second tour des différentes élections en France présente une grande variabilité d’un scrutin à l’autre, sans régularité apparente. Cette diversité de configurations au second tour s'explique par une pluralité de facteurs, dont certains favorisent la présence de multiples candidats tandis que d'autres tendent à restreindre le nombre de qualifiés. L’analyse de ces éléments est nécessaire pour appréhender les mécanismes qui régissent les configurations électorales lors du ballottage.

### Le seuil minimal pour être candidat au second tour

#### En fonction de sa présence
Dans certaines élections, comme l'élection présidentielle française, il n'y a tout simplement pas de seuil requis pour être qualifié au second tour : dans ce cas, le tour de ballottage ne retient que les deux candidats arrivés en tête lors du 1er tour. La seule configuration possible est alors le duel.

#### En fonction de sa valeur
La valeur du seuil de maintien au second tour est un paramètre déterminant des configurations de ballottage. Plus ce seuil est élevé, moins les candidats ou listes parviennent à se qualifier, ce qui réduit la fréquence des configurations à plusieurs concurrents, telles que les triangulaires ou quadrangulaires. En revanche, un seuil élevé tend à favoriser les affrontements en duel, où seuls deux candidats ou listes restent en lice.
Par exemple, dans le cas des élections législatives françaises, le palier d'un huitième des inscrits nécessaire pour se qualifier au second tour n’a pas toujours été le même. En effet, de nombreux changements de seuil ont été opérés depuis le début de la Ve République :

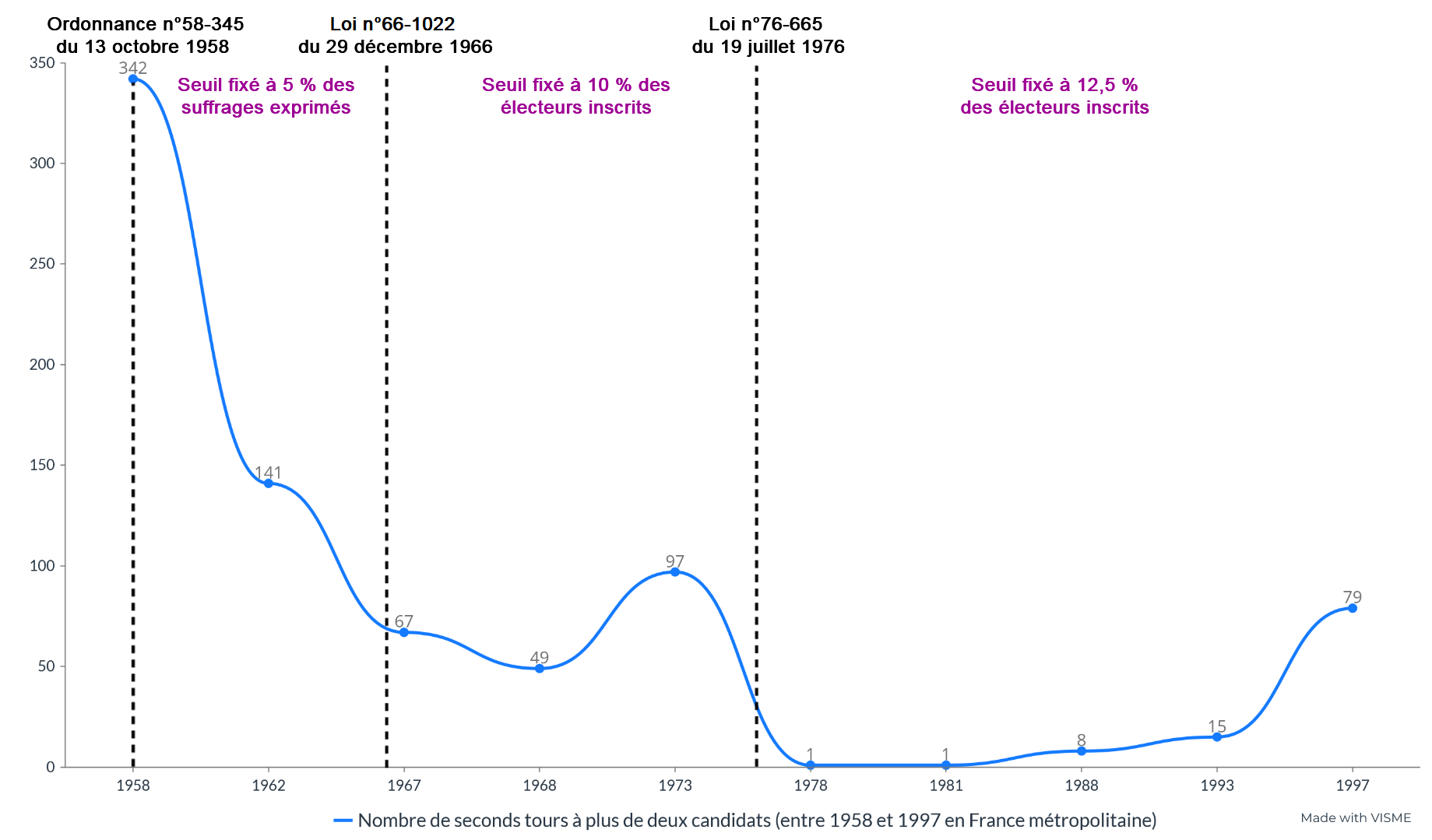
Le seuil minimal pour être candidat au 2d des législatives françaises réajusté (période 1958-1997)

- après les ordonnances de 1958 et 1959, réinstituant entre autres le scrutin majoritaire à deux tours, le seuil minimal d’inscrits nécessaire pour être en ballottage est de 5 % ;

- après la loi no 66-1022 du 29 décembre 1966, le seuil minimal d’inscrits nécessaire pour être en ballottage est de 10 %[67] ;
- après la loi no 76-665 du 19 juillet 1976, le seuil minimal d’inscrits nécessaire pour être en ballottage est de 12,5 %. C’est encore le cas aujourd’hui[68].

Sur la période 1958-1997, une certaine corrélation apparaît alors entre le nombre de seconds tour à plus de deux candidats, qui décroît au fil de l'augmentation du seuil de qualification. De même, il n’y a plus eu ni de sexangulaire ni de quinquangulaire après le changement de seuil de 1966, et le nombre de quadrangulaires s'est aussi réduit drastiquement.
Il convient également d'ajouter qu la fixation d’un seuil de maintien au second tour a pour effet de restreindre mathématiquement le nombre de configurations possibles. Ainsi, lorsque ce seuil est établi à 10 % des suffrages exprimés, il devient impossible qu’un second tour réunisse onze, douze ou davantage de candidats. De même, avec un seuil fixé à 12,5 % des électeurs inscrits, des configurations telles qu’une novangulaire ou une décangulaire — impliquant respectivement la présence de neuf ou dix candidats — ne peuvent se produire, ces situations exigeant un nombre de qualifiés supérieur à ce que permet mathématiquement le seuil.

#### En fonction de son mode de calcul (en% d'inscrits ou en% d'exprimés)
Le mode de calcul du seuil de maintien constitue également un facteur d’influence significatif.
Lorsque le seuil de maintien au second tour est exprimé en pourcentage des suffrages exprimés, comme c’est le cas pour les élections régionales et municipales organisées au scrutin de liste,,, il est généralement plus aisé pour une liste ou un candidat d’atteindre ce seuil, la participation n’ayant alors aucun impact sur la qualification.
En revanche, dans les élections législatives ou départementales, le seuil est fixé en pourcentage des électeurs inscrits,. Dans ce cas, le niveau de participation devient un élément déterminant : une abstention élevée peut considérablement limiter le nombre de candidats en mesure de se maintenir.

### Le taux de participation
Le taux de participation constitue un facteur clé dans la survenue de configurations de seconds tours à plusieurs candidats (triangulaires, quadrangulaires, etc.) lors des élections législatives et départementales françaises. Ce phénomène découle directement des règles de maintien au second tour, fixées à 12,5 % des électeurs inscrits lors de ces élections.

#### Participation et seuil en% des inscrits: interactions et implications électorales
C'est effectivement la nature de ce seuil, en % des électeurs inscrits, qui confère au taux de participation un rôle majeur dans la diversité des configurations possibles au second tour.
- Triangulaires (3 candidats) : Pour qu'une triangulaire soit possible, le troisième candidat doit atteindre le seuil de 12,5 % des inscrits (soit 1/8ème). Cela implique nécessairement que la somme des voix des trois premiers candidats atteigne au minimum 37,5 % des inscrits (3/8èmes). Par conséquent, une abstention supérieure à 62,5 % rend toute triangulaire impossible.
- Quadrangulaires (4 candidats) : La qualification de quatre candidats nécessite alors que le premier, le deuxième, le troisième puis le quatrième réunissent ensemble au moins 50 % des inscrits (quatre fois le seuil de 12,5 %). Ce scénario exige un taux de participation majoritaire : ainsi, une abstention dépassant 50 % interdit toute quadrangulaire.
- Configurations plus larges : Ce raisonnement s'étend aux quinquangulaires (5 candidats), sexangulaires (6 candidats), etc., où des niveaux de participation encore plus élevés sont requis.

Ce seuil de qualification en % d'inscrits peut alors s'exprimer en fonction du % de suffrages exprimés. Pour le calculer, il convient d'utiliser la formule suivante :

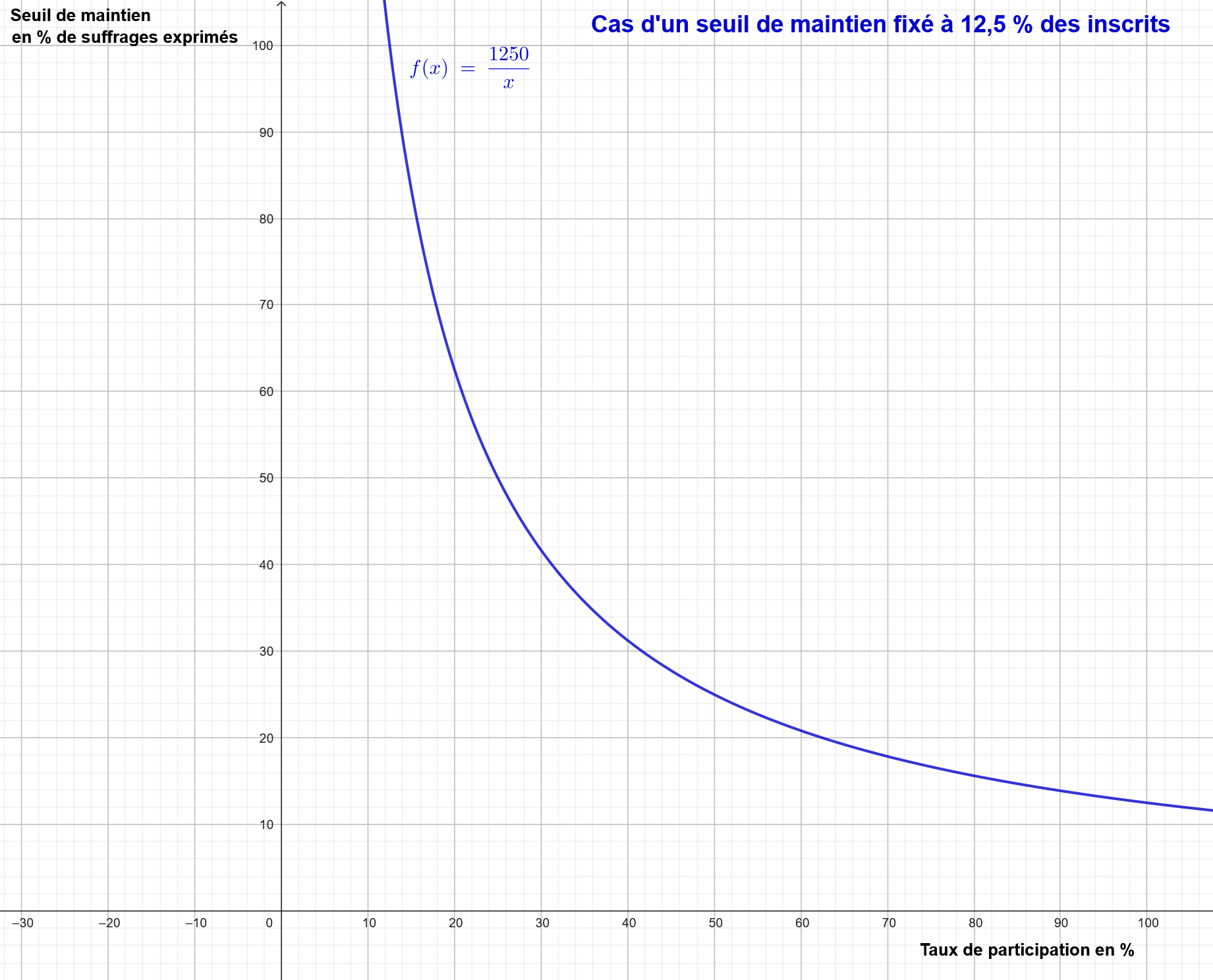
Calcul du seuil de maintien en % de suffrages exprimés pour un seuil fixé à 12,5 % des inscrits

Seuil en % de suffrages exprimés = (12,5 %) / (Taux de participation en %)
Celle-ci repose sur l’hypothèse que le seuil de maintien est fixé à 12,5 % des électeurs inscrits. Ce seuil est celui en vigueur dans le cadre des scrutins français, aucun autre seuil en % d'électeurs inscrits n’étant actuellement utilisé dans les élections organisées en France (cf. modes de scrutin).
Par conséquent, plus le taux de participation est élevé, plus le seuil à atteindre en pourcentage des voix exprimées est faible, facilitant ainsi le maintien d'un plus grand nombre de candidats,,,.
À titre d'exemple, quelques cas de figures sont répertoriés dans ce tableau.
| Cas d'un seuil de maintien fixé à 12,5 % d'inscrits    | Cas d'un seuil de maintien fixé à 12,5 % d'inscrits | Cas d'un seuil de maintien fixé à 12,5 % d'inscrits | Cas d'un seuil de maintien fixé à 12,5 % d'inscrits | Cas d'un seuil de maintien fixé à 12,5 % d'inscrits | Cas d'un seuil de maintien fixé à 12,5 % d'inscrits | Cas d'un seuil de maintien fixé à 12,5 % d'inscrits | Cas d'un seuil de maintien fixé à 12,5 % d'inscrits | Cas d'un seuil de maintien fixé à 12,5 % d'inscrits | Cas d'un seuil de maintien fixé à 12,5 % d'inscrits | Cas d'un seuil de maintien fixé à 12,5 % d'inscrits | Cas d'un seuil de maintien fixé à 12,5 % d'inscrits | Cas d'un seuil de maintien fixé à 12,5 % d'inscrits | Cas d'un seuil de maintien fixé à 12,5 % d'inscrits |
| ------------------------------------------------------ | --------------------------------------------------- | --------------------------------------------------- | --------------------------------------------------- | --------------------------------------------------- | --------------------------------------------------- | --------------------------------------------------- | --------------------------------------------------- | --------------------------------------------------- | --------------------------------------------------- | --------------------------------------------------- | --------------------------------------------------- | --------------------------------------------------- | --------------------------------------------------- |
| Taux d'abstention en %                                 | 0                                                   | 5                                                   | 10                                                  | 15                                                  | 20                                                  | 25                                                  | 30                                                  | 33                                                  | 35                                                  | 40                                                  | 45                                                  | 50                                                  | 62,5                                                |
| Taux de participation en %                             | 100                                                 | 95                                                  | 90                                                  | 85                                                  | 80                                                  | 75                                                  | 70                                                  | 67                                                  | 65                                                  | 60                                                  | 55                                                  | 50                                                  | 37,5                                                |
| Valeur du seuil de maintien en % de suffrages exprimés | 12,5                                                | 13,16                                               | 13,89                                               | 14,71                                               | 15,625                                              | 16,67                                               | 17,86                                               | 18,75                                               | 19,23                                               | 20,83                                               | 22,72                                               | 25                                                  | 33,3                                                |

Il convient d'apporter quelques précisions :
- Ici, le taux d'abstention prend également en compte les vote blancs et nuls.
- Ici, le taux de participation exclut les vote blancs et nuls afin de prendre uniquement en compte le % d’électeurs s'étant exprimés.

#### Une corrélation complexe entre participation et configurations de second tour
Pourtant, l'analyse des élections législatives sous la Ve République révèle une relation complexe entre participation et nombre de seconds tours à plus de deux candidats,,.

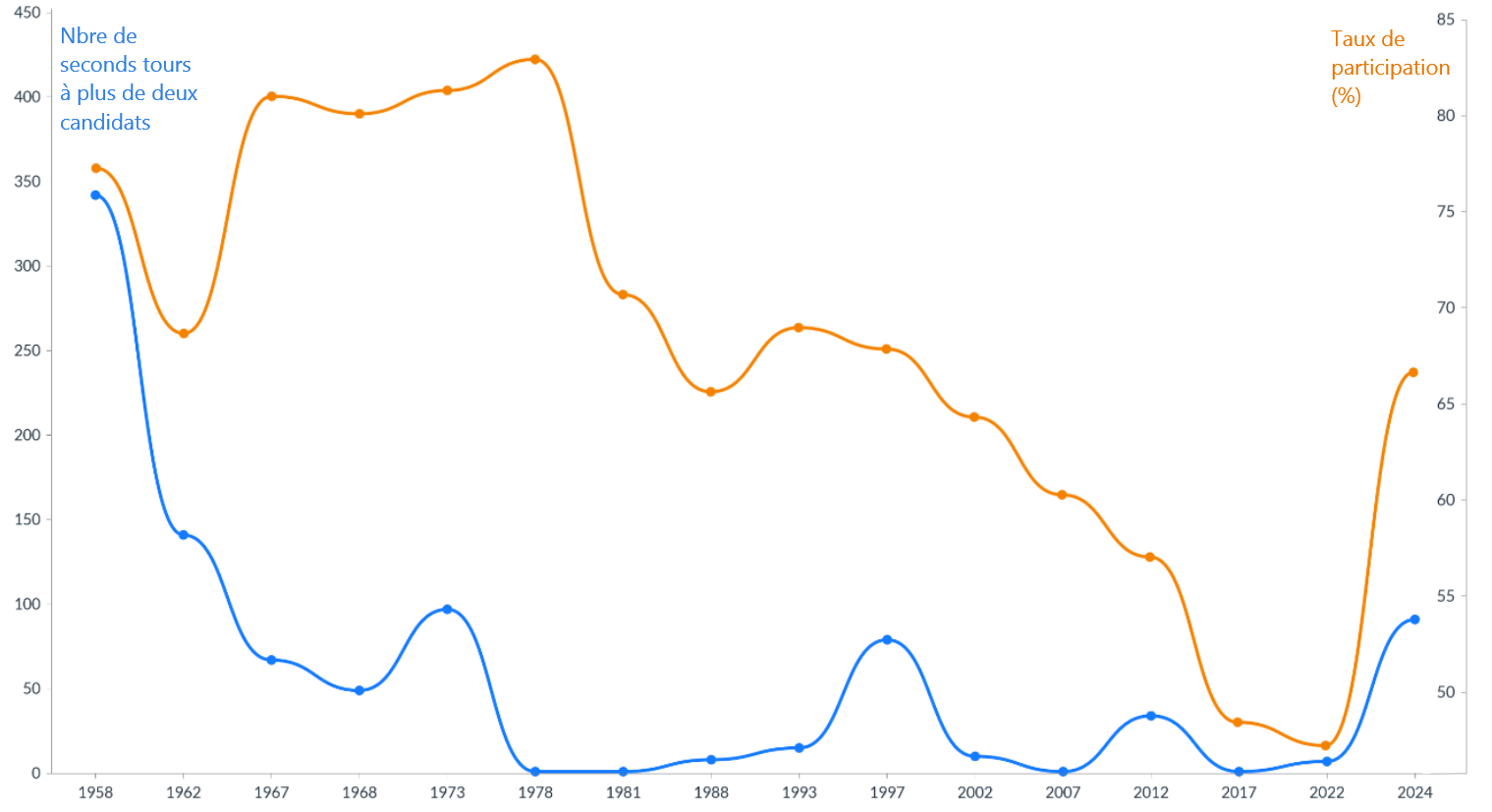
Évolution du nombre de seconds tours à plus de deux candidats (en bleu) et du taux de participation (en orange) entre 1958 et 2024.

- Condition nécessaire : Une participation suffisamment élevée est une condition préalable indispensable à la survenue de seconds tours à plusieurs concurrents, comme l'illustrent les exemples de 1958, 1962, 1973, 1997 et 2024.
- Condition non suffisante : À l'inverse, une participation très élevée (observée en 1978, 1981, 1993) ne garantit pas automatiquement un nombre important de triangulaires ou quadrangulaires.

Le rôle du taux de participation dans la survenue de configurations de second tour à plus de deux candidats, telles que les triangulaires ou les quadrangulaires, apparaît déterminant : plus la participation est élevée, plus la probabilité de telles configurations augmente. Toutefois, une forte participation n’entraîne pas mécaniquement une multiplication de ces situations, d’autres variables entrant également en ligne de compte dans la dynamique électorale.

### La structuration des forces politiques
Un facteur déterminant influençant le nombre de candidats qualifiés au second tour réside dans la structuration des forces politiques, à savoir la configuration bipolaire, tripolaire ou multipartite de la vie politique.

#### Une corrélation entre structuration politique et configurations de second tour
Le type de structuration politique exerce une influence directe sur le nombre de candidats qualifiés au second tour :
- En situation de bipolarisation, les électeurs concentrent leurs suffrages sur deux blocs politiques majeurs. Les autres candidats recueillent généralement des scores trop faibles pour atteindre le seuil minimal nécessaire à la qualification. Cette configuration favorise donc les duels au second tour[22],[75].
- En situation de tripolarisation, les suffrages se répartissent de manière significative entre trois forces politiques. Lorsque la participation est suffisamment élevée, trois candidats peuvent se maintenir au second tour, ce qui engendre des triangulaires[74],[76].
- En situation de multipartisme, les voix sont plus fragmentées entre de nombreuses formations politiques. En cas de forte participation, il devient possible que quatre ou cinq candidats, voire davantage, franchissent le seuil requis pour se maintenir. Cette configuration donne lieu à des quadrangulaires, quinquangulaires voire sexangulaires[77],[78].

#### Un exemple historique: la vie politique française de 1958 à 1997
La période comprise entre 1958 et 1997 constitue un exemple représentatif de l'évolution de la structuration des forces politiques en France.
Avant les années 1970 à 1980, le paysage politique français se caractérisait par l’absence d’un affrontement clairement défini entre deux grandes forces politiques. Les partis de gauche, notamment la SFIO (puis la FGDS) et le PCF, bien que partageant une orientation politique similaire, ne procédaient pas à des désistements réciproques en vue de maximiser leurs chances électorales. À droite, les formations s’étendant des radicaux à la droite modérée s’opposaient aux candidats issus du courant gaulliste. Cette configuration traduisait alors une situation de multipartisme,.
La bipolarisation s’installe pleinement entre les élections législatives de 1978 et celles de 1986. Durant cette période, deux grandes coalitions alternent à la tête du pouvoir : la droite parlementaire (constituée du RPR et de l’UDF) et la gauche parlementaire (regroupant les socialistes et les communistes),,.
À partir de 1986, une évolution notable intervient avec la montée en puissance du Front National, dirigé par Jean-Marie Le Pen. Ce phénomène s’intensifie en 1997, lorsque le FN réalise une percée significative. Bien que ses résultats au premier tour soient notables, le parti ne parvient à faire élire que très peu de députés en raison de désistements tactiques visant à constituer un « front républicain » contre l’extrême droite. Dès lors, s’il est encore prématuré de parler de tripolarisation — le FN étant faiblement représenté à l’Assemblée nationale — la présence croissante d’un troisième pôle politique mérite d’être soulignée.

L’observation de l’évolution du nombre de seconds tours avec plus de deux candidats entre 1958 et 1997 au cours des élections législatives françaises confirme cette corrélation :

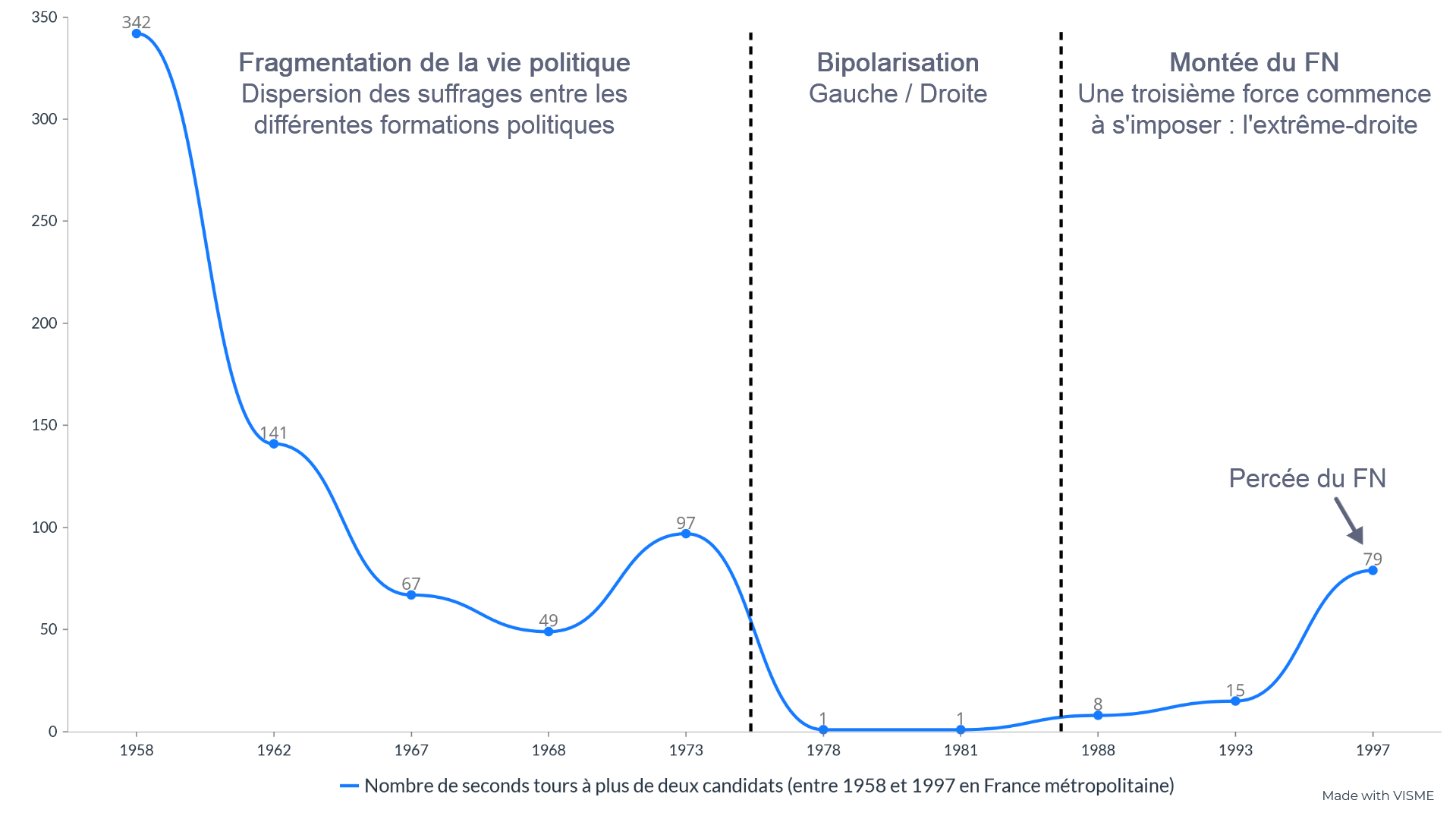
Influence de la structuration politique dans le nombre de 2d tours aux législatives françaises (période 1958-1997)

- Sous le multipartisme, on observe un nombre élevé de seconds tours à plus de deux candidats, incluant des quadrangulaires, quinquangulaires et sexangulaires, notamment jusqu’aux élections de 1973, les dernières marquées par ce type de configuration.
- Pendant la période de bipolarisation, à partir de 1978, le nombre de triangulaires chute drastiquement, avec une seule occurrence par élection.
- Avec l’essor du Front National à partir de 1986, le nombre de seconds tours à plus de deux candidats augmente à nouveau. En 1997, le FN effectue une percée notable : on recense alors 79 triangulaires (105 avant désistements), un chiffre particulièrement élevé pour la période. Pour preuve, le Front National fut impliqué dans 50% des triangulaires en 1988, 80% en 1993, 96% en 1997 et 90% en 2002[22].

### Les désistements
Un autre facteur crucial dans la compréhension des configurations de seconds tours est le phénomène de désistement.
Avec ce processus, le nombre de triangulaires, de quadrangulaires etc. qui auront véritablement lieu au second tour peut diminuer, du fait de l'abandon de certains candidats qualifiés. Un tel phénomène favorise donc les duels, au détriment des configurations comprenant plusieurs candidats au tour de ballottage.
Il convient de noter que seul le processus de désistement peut permettre la présence d'un candidat unique au second tour.
Il existe principalement trois raisons qui poussent les candidats maintenus au second tour à se désister :

#### Pour s'entraider au sein d'un même camp politique
En premier lieu, des candidats qualifiés au second tour peuvent se désister afin de favoriser leur camp politique.
À titre d'exemple, soit A, B et C trois candidats retenus pour le tour de ballottage.
À l'issue du premier tour, A est en tête, B est deuxième et C est dernier. Il se trouve que B et C appartiennent au même camp politique. En toute logique, dans le cas où C se désiste, il est fort probable que ses électeurs se reportent sur B, car ce-dernier se trouve être proche des idées politiques de leur candidat. Dans une telle situation, il y alors plus de chances pour les électeurs des deux candidats les moins bien placés de voir finalement arriver en tête du second tour un candidat de leur nuance politique.
Ce phénomène se retrouve par exemple à gauche, où les représentants des diverses sensibilités arrivées au second tour (Europe Écologie Les Verts, Parti socialiste, Parti communiste français, La France insoumise par exemple) se désistent en faveur du meilleur d'entre eux. Il convient de préciser que dans le cas des scrutins des listes, comme lors des élections régionales ou des élections municipales (plus de 1000 habitants), les désistements peuvent se traduire plus particulièrement par des fusions entre les listes,.

#### Pour faire barrage à un autre parti politique
D'autre part, il arrive que des candidats qualifiés au second tour se désistent afin de faire barrage à un autre candidat.
Ce phénomène s'observe plus particulièrement lors des élections législatives de 2024, alors que le Rassemblement national (RN) se situe en tête dans de nombreuses circonscriptions au premier tour.
En 2024, 89 triangulaires ont été officiellement recensées au second tour des élections législatives. Ce chiffre peut paraître surprenant, car il ne dépasse que d’une dizaine le nombre observé en 1997, alors même que le Rassemblement National (RN) obtient aujourd’hui des scores bien plus élevés que ceux enregistrés à l’époque par le Front national (FN), et que la tripolarisation du paysage politique est désormais nettement plus marquée.
Pour expliquer cette situation, il convient de préciser qu’avant les désistements, le nombre de triangulaires potentielles s’élevait à 306, un chiffre cohérent avec le contexte de forte participation électorale et de tripolarisation mentionné précédemment. Toutefois, près des deux tiers de ces configurations ont été éliminés à la suite de désistements de candidats. Cette dynamique s'explique par la stratégie adoptée par la majorité présidentielle et le Nouveau front populaire, qui ont, dans de nombreuses circonscriptions où le Rassemblement National était arrivé en tête au premier tour, retiré leurs candidats arrivés en troisième position. L’objectif affiché était de faire obstacle à l’extrême droite en constituant un « front républicain ».
Un tel mécanisme de désistement stratégique, visant à empêcher la victoire d’un candidat jugé indésirable en unissant les forces concurrentes, avait déjà été observé lors de précédents scrutins, notamment en 1997 lors de la progression du Front national. Toutefois, l’ampleur et la systématicité du phénomène en 2024 apparaissent sans précédent.

#### Parce que la victoire semble impossible, le candidat qualifié en ballottage défavorable abandonne
Enfin, une dernière raison pouvant expliquer le désistement de candidats qualifiés au second tour est tout simplement l'abandon, car la victoire leur semble être impossible.
À titre d'exemple, c'est ce qui s'est passé en 2024 dans la deuxième circonscription de la Guyane, où deux candidats ont été qualifiés au tour de ballottage : Davy Rimane (Régionaliste) et Sophie Charles (Divers centre) qui ont récolté respectivement 60,21 % et 25,49 % des suffrages exprimés au premier tour. Toutefois, Davy Rimane n'est pas parvenu à recueillir le suffrage d'un quart des électeurs inscrits, nécessaire pour être élu dès le premier tour. Le second tour était donc fait, le report de voix des autres candidats ne pouvant mathématiquement pas empêcher l’élection du favori. C'est dans ce contexte que la Mme Sophie Charles, en ballottage défavorable, a fait le choix de jeter l'éponge en déclarant : « prendre acte des résultats du scrutin en continuant à relayer nos problématiques auprès du député qui sera élu samedi prochain. »,.
Ainsi, Davy Rimane fut candidat unique dans sa circonscription lors du second tour : il a donc remporté le scrutin avec 100 % des suffrages exprimés.

### Le nombre de candidats inscrits au premier tour
Le nombre de candidats présents au premier tour d’une élection constitue un facteur déterminant quant aux configurations possibles lors du second tour. En effet, un nombre restreint de candidatures exclut mécaniquement certaines hypothèses. Par exemple, si seuls quatre candidats sont en lice, il est impossible qu’une quinquangulaire, une sexangulaire ou une septangulaire survienne au second tour, ces dernières impliquant respectivement la présence de cinq, six ou sept candidats qualifiés.
Dans certains cas exceptionnels, un seul candidat (liste ou binôme, selon le type de scrutin) se présente dès le premier tour. Ce scénario s’est par exemple vérifié lors des élections départementales de 2015 dans les cantons de Guillestre (Hautes-Alpes), de Saint-Flour-1 (Cantal) et de la Castagniccia (Haute-Corse), où un unique binôme s'était porté candidat. Dans une telle situation, l’unique candidature est élue dès le premier tour, recueillant 100 % des suffrages exprimés, sous réserve de la participation minimale requise.
À ce jour, les élections comportant le plus bas seuil de maintien sont les élections territoriales en Corse : tous ceux ayant recueilli au moins 7 % des votes peuvent accéder au second tour. Par conséquent, il est théoriquement impossible que plus de 14 candidats se qualifient au tour de ballottage, la quattuordécangulaire est donc la plus haute configuration de second tour atteignable.

### Le nombre d’électeurs
Enfin, un ultime facteur pouvant influer sur les configurations de second tour est le nombre d'électeurs. Si l'impact de celui-ci n'est pas clairement démontré au cours de scrutins impliquant, de facto, de nombreux électeurs (élections législatives, régionales), son rôle est davantage explicité dans le cadre des élections municipales. Effectivement, les communes françaises présentent des écarts considérables en termes de nombre d’électeurs. 
Cependant, une difficulté apparaît : toutes les communes n'utilisent pas le même mode de scrutin. Plus précisément, il apparaît que le recours au scrutin de liste, initialement réservé en 2008 aux communes de plus de 3 500 habitants, a été étendu en 2014 et 2020 à celles de plus de 1 000 habitants, avant d’être généralisé à l’ensemble des communes françaises à partir de 2026. Dans les plus petits villages, le scrutin majoritaire plurinominal est de vigueur : il est alors difficile d'employer les notions de duel, de triangulaire, de quadrangulaire etc. car les différents candidats qualifiés au second tour peuvent figurer sur une même liste.
Néanmoins, en se restreignant au cas des communes recourant au scrutin de liste, il apparaît que les plus petites localités parviennent plus aisément à élire l’intégralité de leur conseil municipal dès le premier tour, en raison du plus faible nombre de listes en compétition. À l'inverse, les villes de taille importante sont nombreuses à organiser un second tour, en raison de la multiplicité des listes concurrentes au premier tour,. Il est intéressant de noter que ce phénomène est clairement observable en comparant les élections municipales de 2008, 2014 et 2020 où respectivement, 66,01 %, 81,92 % et 85,69 % des communes françaises ont vu leur conseil municipal élu dès le premier tour. Cette évolution s’explique en partie par la réforme du mode de scrutin intervenue entre 2008 et 2014, qui a instauré le scrutin de liste dans les communes de 1 000 à 3 500 habitants. En effet, l’intégration de ces nombreuses localités dans ce nouveau régime électoral a significativement contribué à l’augmentation du nombre de conseils municipaux élus dès le premier tour, soulignant ainsi l’influence du nombre d’électeurs sur le déroulement du scrutin.
À ce jour, aucune source ne permet d’établir avec précision l’influence du nombre d’électeurs sur les configurations électorales telles que les duels, triangulaires ou quadrangulaires. Toutefois, les élections municipales de 2026, qui étendront le scrutin de liste à l’ensemble des communes françaises, pourraient offrir l’opportunité d’une analyse plus approfondie de ce facteur.

### Synthèse
Afin de synthétiser les différents facteurs influençant le nombre de candidats pouvant se maintenir au second tour, un tableau récapitulatif est présenté ci-dessous :
| Facteur d'influence                                                   | Configurations favorisées                                                    | Configurations défavorisées                                                                 |
| --------------------------------------------------------------------- | ---------------------------------------------------------------------------- | ------------------------------------------------------------------------------------------- |
| Pas de seuil minimal pour se qualifier au 2d tour                     | duel, élu dès le 1er tour (uniques possibilités)                             | candidat unique au 2d tour, triangulaire, quadrangulaire, quinquangulaire etc. (impossible) |
| Seuil minimal nécessaire pour se qualifier au 2d tour en % d'exprimés | triangulaire, quadrangulaire, quinquangulaire etc.                           | duel                                                                                        |
| Seuil minimal nécessaire pour se qualifier au 2d tour en % d'inscrits | duel                                                                         | triangulaire, quadrangulaire, quinquangulaire etc.                                          |
| Abaissement du seuil minimal nécessaire pour se qualifier au 2d tour  | triangulaire, quadrangulaire, quinquangulaire etc.                           | duel                                                                                        |
| Augmentation du seuil minimal nécessaire pour se qualifier au 2d tour | duel                                                                         | triangulaire, quadrangulaire, quinquangulaire etc.                                          |
| Forte participation*                                                  | triangulaire, quadrangulaire, quinquangulaire etc.                           | duel                                                                                        |
| Forte abstention*                                                     | duel                                                                         | triangulaire, quadrangulaire, quinquangulaire etc.                                          |
| Bipolarisation                                                        | duel                                                                         | élu dès le 1er tour, triangulaire, quadrangulaire, quinquangulaire etc.                     |
| Tripolarisation                                                       | triangulaire                                                                 | élu dès le 1er tour, duel, quadrangulaire, quinquangulaire etc.                             |
| Multipartisme                                                         | triangulaire, quadrangulaire, quinquangulaire etc.                           | élu dès le 1er tour, duel                                                                   |
| Nombreux désistements                                                 | duel, candidat unique au 2d tour                                             | triangulaire, quadrangulaire, quinquangulaire etc.                                          |
| Aucun désistement                                                     | (aucune influence)                                                           | candidat unique au 2d tour (impossible)                                                     |
| Peu de candidats inscrits au 1er tour, par exemple deux               | élu dès le 1er tour, duel, candidat unique au 2d tour (uniques possibilités) | triangulaire, quadrangulaire, quinquangulaire etc. (impossible)                             |
| Nombreux électeurs                                                    | duel, triangulaire, quadrangulaire etc., candidat unique au 2d tour          | élu dès le 1er tour                                                                         |
| Peu d'électeurs                                                       | élu dès le 1er tour                                                          | duel, triangulaire, quadrangulaire etc., candidat unique au 2d tour                         |

Il convient d'apporter quelques précisions concernant cette synthèse :
- Dans le cas des élections régionales et municipales (au scrutin de liste) où le seuil de maintien est calculé à partir du nombre de voix exprimées, le taux de participation n'a aucune influence sur le nombre de qualifiés au second tour[13],[12],[27].
- L’ensemble des facteurs recensés dans le tableau n’exerce pas une influence équivalente. Certains peuvent constituer des conditions strictement limitantes, empêchant l’apparition de certaines configurations ; d’autres sont indispensables à leur survenue, tandis que certains n’agissent que de manière marginale, en modulant simplement la fréquence des cas observés.
- Cette synthèse repose sur les constats établis à ce jour et reste susceptible d’être actualisée en fonction des résultats des prochaines élections ou d'analyses ultérieures.